# مارسلینو گارسیا تورال
مارسلینو گارسیا تورال (اسپانیایی: Marcelino García Toral‎؛ زادهٔ ۱۴ اوت ۱۹۶۵) بازیکن سابق و سرمربی کنونی فوتبال اهل اسپانیا است.
از باشگاه‌هایی که در آن بازی کرده‌است می‌توان به اسپورتینگ خیخون بی، اسپورتینگ خیخون، راسینگ سانتاندر، لوانته و الچه اشاره کرد.